# Route Billy-Diamond
La route Billy-Diamond, connue jusqu'en 2020 comme la route de la Baie-James, est une route isolée d'une longueur de 620 km qui traverse la région de la Jamésie dans le nord-ouest de la province de Québec. Elle constitue le prolongement nordique de la route 109 et relie les villes de Matagami et de Radisson. La route est pavée du début à la fin, entretenue et déneigée en hiver par la Société de développement de la Baie-James et sous responsabilité financière d'Hydro-Québec et du Ministère des Ressources naturelles et des Forêts. Depuis 2002, elle n’a plus le statut de route provinciale et est maintenant administrée par la Société de développement de la Baie-James. La route attire de nombreux touristes désirant se rendre jusqu’à la baie James.

## Toponymie
Pour souligner le 45e anniversaire de la signature de la Convention de la Baie-James et du Nord québécois, l'Assemblée nationale du Québec adopte une motion pour renommer la route de la Baie-James d'après Billy Diamond, l'un des principaux artisans de la convention et l'un de ses signataires, décédé en 2010.

## Histoire

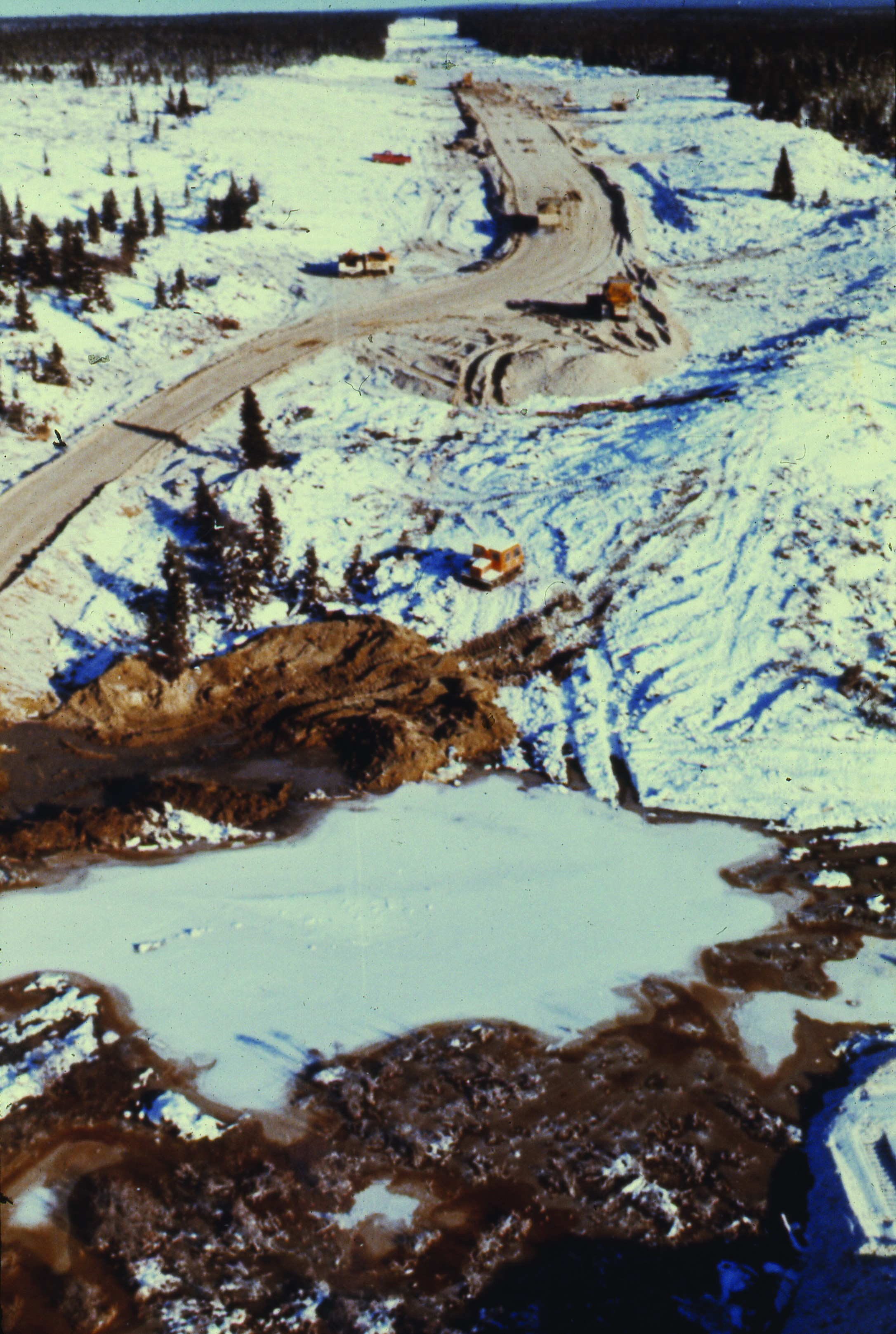
Construction de la route de la Baie-James, en 1972.

L'idée d'une route menant à la baie James trouve son origine dans les années 60. Alors que La Sarre et Amos se querellent à savoir qui va bénéficier de cette route, Lucien Cliche, désireux de ne plus fournir les pêches et fourrures de la baie James à l'Ontario, tranche en faveur du tracé Amos-Matagami. Ainsi, le 20 aout 1964 débute les premiers travaux d'une route d'hiver vers la rivière Rupert[réf. incomplète].
La route de la Baie-James est conçue dans le but de permettre à la machinerie et aux travailleurs d’accéder par voie terrestre aux grands chantiers des projets hydroélectriques entrepris au cours des années 1970. La construction d'un accès routier est retenue par le gouvernement québécois au détriment d'autres possibilités. La voie maritime, via la Baie d'Hudson, apparait de trop longue durée et praticable durant une trop courte période dans l'année. Le train nécessite, pour son chemin de fer, un sol solide et stable, ce que le territoire ne possède pas. Quant à l'avion, les travaux ainsi que les coûts nécessaires à l'édification d'un gigantesque aéroport apparaissent démesurée[réf. incomplète].
À l'hiver 1971, soit quelques mois avant l'annonce de Robert Bourassa du projet du siècle, une première route d'hiver relie Matagami au possible projet hydroélectrique de la Nottaway-Broadback-Rupert (NBR), surnommé alors le « boulevard Dallaire »[réf. incomplète]. Dès l'été suivant l'annonce de Bourassa, qui choisit le projet la Grande à celui de la NBR, la construction de la deuxième partie de la route d'hiver, reliant NBR à la Grande, est lancée. En parallèle, débute la construction d'une route permanente sur la section d'hiver déjà réalisée[réf. incomplète]. La firme d'ingénieurs Desjardins, Sauriol et Associés reçoit le mandat de construire cette route carrossable et celle vers le village de Fort George, sur la côte de la baie James. Le délai imparti est particulièrement court : 450 milles (750 km) en 450 jours[réf. incomplète]. Différents tracés sont envisagés par la firme d'ingénieur pour la route permanente. Finalement, c'est celui passant à l'ouest du lac Poncheville qui est retenu.
En plus d'avoir à construire une route possédant un empattement plus large qu'à l'ordinaire, en vue de faire passer d'énormes convois routiers pouvant peser jusqu'à 500 tonnes, les conditions de travail sont très difficiles. Des milliers d'arpenteurs, de bûcherons, de machinistes sont déployés, par hélicoptère ou hydravion, pour délimiter le tracé routier. Ces travailleurs, qui passent entre 45 et 60 jours dans le bois, doivent affronter un froid intense l'hiver, des mouches noires l'été et la faible capacité portante du sol. Malgré les salaires élevés, « il faut engager en gros 1 500 hommes pour en avoir 500 sur le terrain »[réf. incomplète]. L'alcool est interdit dans les 14 campements de travailleurs nécessaires à la construction, même si sa consommation a bien lieu dans les campements[réf. incomplète].
En décembre 1972, la route d'hiver atteint la rivière la Grande avec ses 9 ponts de glace[réf. incomplète], dont celui de la rivière Rupert qui fait 555 m[réf. incomplète]. Cette liaison permet de répondre aux besoins logistiques de base nécessaires pour commencer les travaux ainsi que la construction des infrastructures afin de loger et de nourrir les milliers de travailleurs qui se succéderont au cours des dix prochaines années.
Le 15 novembre 1973, le juge Albert Malouf de la Cour Supérieure du Québec accorde une injonction aux Cris stipulant qu'Hydro-Québec et la Société de développement de la Baie-James doivent cesser toute forme de travaux, incluant les routes, tant que l'État québécois n'a pas conclu d'entente avec les Cris sur le développement de la Baie-James. L'arrêt des chantiers perdure pendant environ une semaine, jusqu'au reversement de la décision par la Cour d'appel. Néanmoins, Québec a toujours l'obligation de s'entendre avec les Cris, ce qui débouche, après une période de négociation, à une entente de principe en novembre 1974, préambule à la Convention de la Baie-James et du Nord québécois de 1975.
La route permanente, temporairement recouverte de gravier, est officiellement terminée en octobre 1974. Elle sera complètement asphaltée au cours des deux années suivantes. L'ensemble des travaux a coûté 348 millions $[réf. incomplète]. Peu après son inauguration, la Société de l'Énergie de la Baie-James amorce la construction de l'embranchement entre la route de la Baie-James et la route Transtaïga ; cela permet à LG-3 d'être relié en 1975.
Déjà, en 1975, 50 000 tonnes de marchandises, d'équipements et de pièces industrielles empruntent cette route vers le Nord avec plus de 5000 camions.
La construction de la route, ainsi que du « projet du siècle » entraîne d'énormes retombés économiques pour la ville de Matagami. Les commerces se multiplient, les travailleurs de passages affluent et les promoteurs s'arrachent les terrains. La population de Matagami passe de 2800 à 5000 personnes en quelques mois. Des rues construites à Matagami durant cette période portent d'ailleurs le nom de rivières traversées par cette route : Eastmain, Rupert, Broadback.
Au milieu des années 80, la barrière de Matagami donnant accès à la route est retirée permettant dès lors aux touristes d'y avoir accès[réf. incomplète].

## Description de la route
Quelques tronçons reliant la route de la Baie James à certaines installations d’Hydro-Québec ou à certains villages cris sont ajouté depuis son inauguration. Ainsi, les communautés cries de Waskaganish, Eastmain, Wemindji et Chisasibi sont maintenant accessibles par la route. Par ailleurs, la route Transtaïga, construite en 1979 et qui peut être empruntée à la jonction du kilomètre 544 de la route de la Baie James, permet d’atteindre Caniapiscau et donne accès à plusieurs installations du complexe hydroélectrique La Grande. La route du Nord relie quant à elle, la ville de Chibougamau au kilomètre 275 de la route de la Baie James.
À l’exception de quelques campements cris, il n’y aucun territoire habité le long de la route de la Baie James, et il n’y a qu’un seul relais routier, situé au kilomètre 381 à partir de Matagami. Il s'agit du seul endroit aux abords de la route où se trouve une station-service, des chambres et une cafétéria.
Puisque la route traverse un territoire isolé et éloigné, pour leur sécurité, les voyageurs sont invités à s’inscrire à un kiosque d’enregistrement situé à 6 kilomètres au nord de Matagami. Par ailleurs, six téléphones d’urgence sont installés le long de la route de la Baie James pour des raisons de sécurité.
| Intersection                                                                      |  | Numéro du kilomètre |
| --------------------------------------------------------------------------------- |  | ------------------- |
| Matagami                                                                          |  | km 0                |
| Rivière Bell                                                                      |  | km 2                |
| Kiosque d'enregistrement                                                          |  | km 6                |
| Rivière Waswanipi                                                                 |  | km 38               |
| Rivière Canet                                                                     |  | km 49               |
| Rivière Muskeg                                                                    |  | km 99               |
| Téléphone d'urgence                                                               |  | km 135              |
| Téléphone d'urgence                                                               |  | km 201              |
| Rivière Broadback                                                                 |  | km 232              |
| Jonction avec la route vers Waskaganish (à 102 km)                                |  | km 237              |
| Téléphone d'urgence                                                               |  | km 247              |
| Rivière Rupert                                                                    |  | km 257              |
| Jonction avec la route du Nord, vers Nemaska (à 117 km) et Chibougamau (à 440 km) |  | km 275              |
| Rivière Pontax III                                                                |  | km 294              |
| Téléphone d'urgence                                                               |  | km 301              |
| Rivière Pontax I                                                                  |  | km 307              |
| Rivière Pontax II                                                                 |  | km 312              |
| Rivière Jolicœur                                                                  |  | km 326              |
| Jonction avec la route vers Eastmain (à 103 km)                                   |  | km 351              |
| Relais routier                                                                    |  | km 381              |
| Rivière Eastmain                                                                  |  | km 395              |
| Rivière Opinaca                                                                   |  | km 411              |
| Téléphone d'urgence                                                               |  | km 444              |
| Téléphone d'urgence                                                               |  | km 504              |
| Jonction avec la route vers Wemindji (à 96 km)                                    |  | km 518              |
| Jonction avec la route Transtaïga                                                 |  | km 544              |
| Aéroport de Radisson Grande-Rivière                                               |  | km 589              |
| Jonction avec la route vers Chisasibi (à 90 km)                                   |  | km 600              |
| Jonction avec la route vers Radisson (à 5 km)                                     |  | km 617              |
| Fin de la route. Un chemin se poursuit jusqu'à l'aménagement Robert-Bourassa      |  | km 620              |

## Réfection
Depuis 2015, la Société de Développement de la Baie-James procède à des travaux de réfection de la route Billy-Diamond. En 2017, Québec et Ottawa annonce investir 265 millions de dollars dans la phase I, touchant les 620 km entre Matagami et Radisson. En juin 2020, une augmentation de 69,2 millions est autorisée. Selon le Secrétariat du Conseil du Trésor, la phase I doit se terminer en novembre 2026 pour un coût total de 333,9 millions, dont 222,7 millions assumés par le gouvernement québécois. La phase 2 de réfection, se concentrant dans la partie nord de la route, est prévue pour octobre 2027 au coût de 358,7 millions, dont 227 millions de Québec.

## Prolongement
En mars 2024, une étude de préfaisabilité, ayant un conclusion positive, est commandé par la Grande Alliance concernant divers projets routiers dans la Nord-du-Québec, dont celui d'un possible prolongement de la route Billy Diamond jusqu'aux villages de Whapmagoostui-Kuujjuarapik.

## Galerie

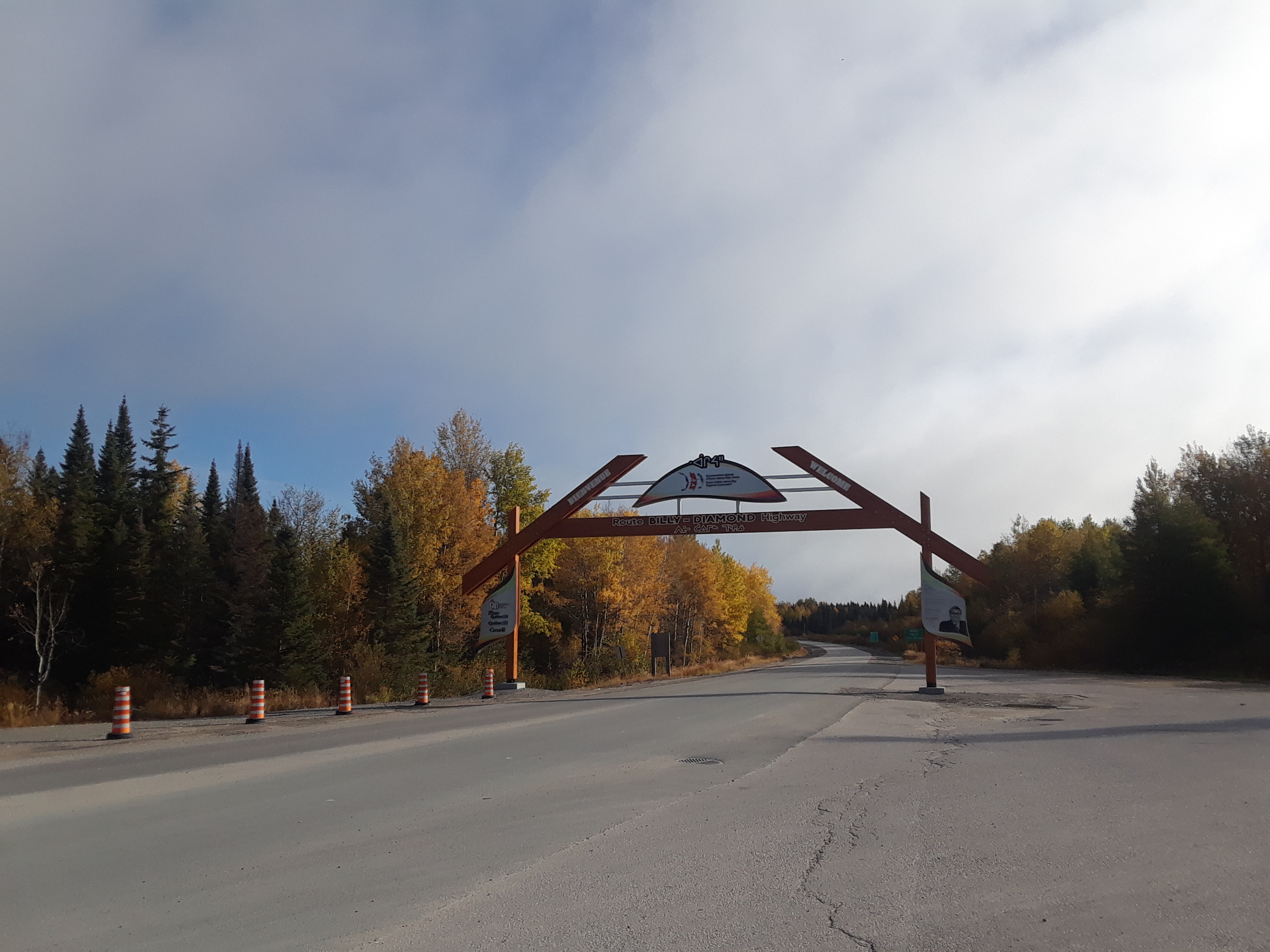
Entrée de la route Billy-Diamond à Matagami.
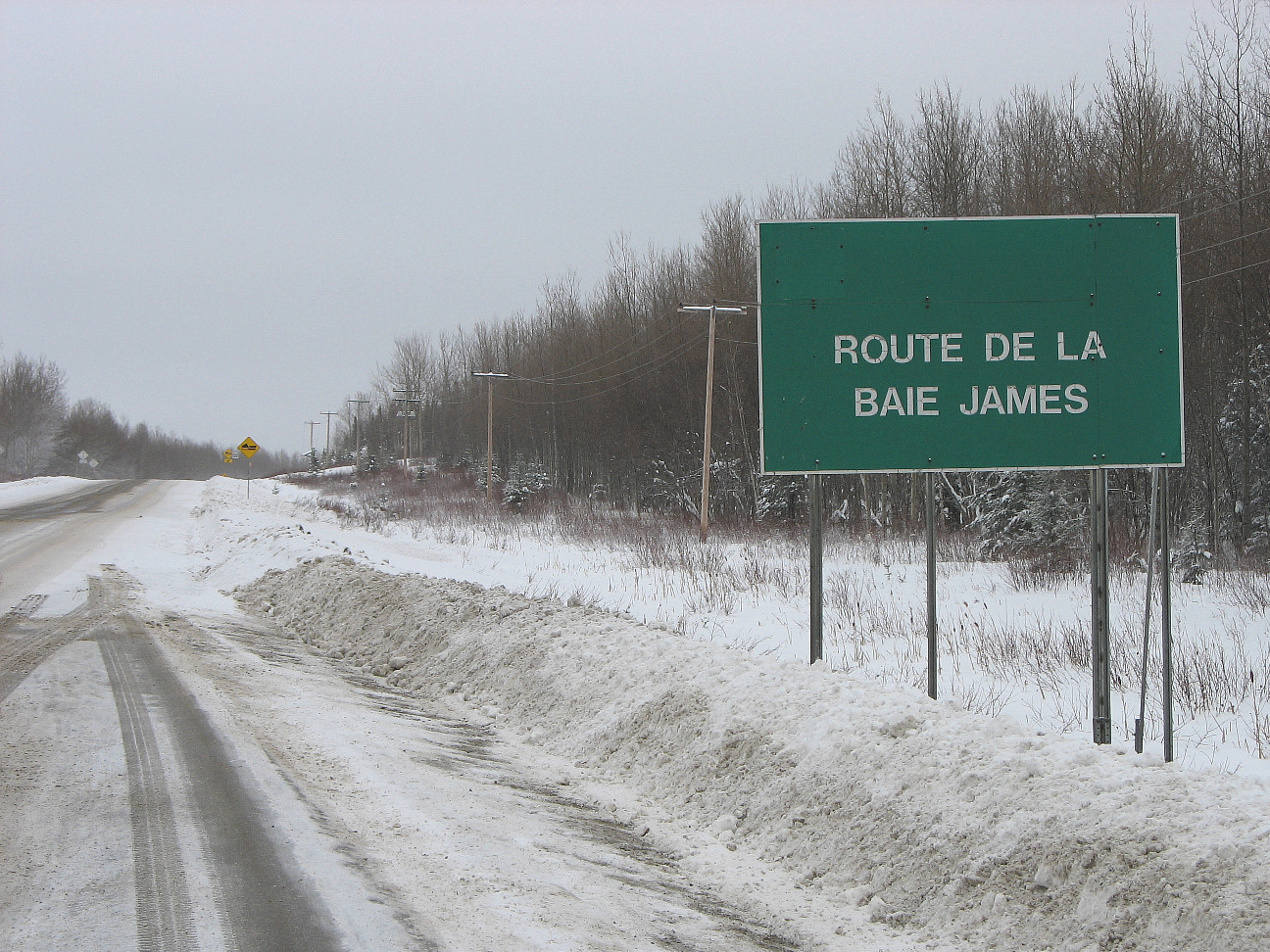
Départ de la route
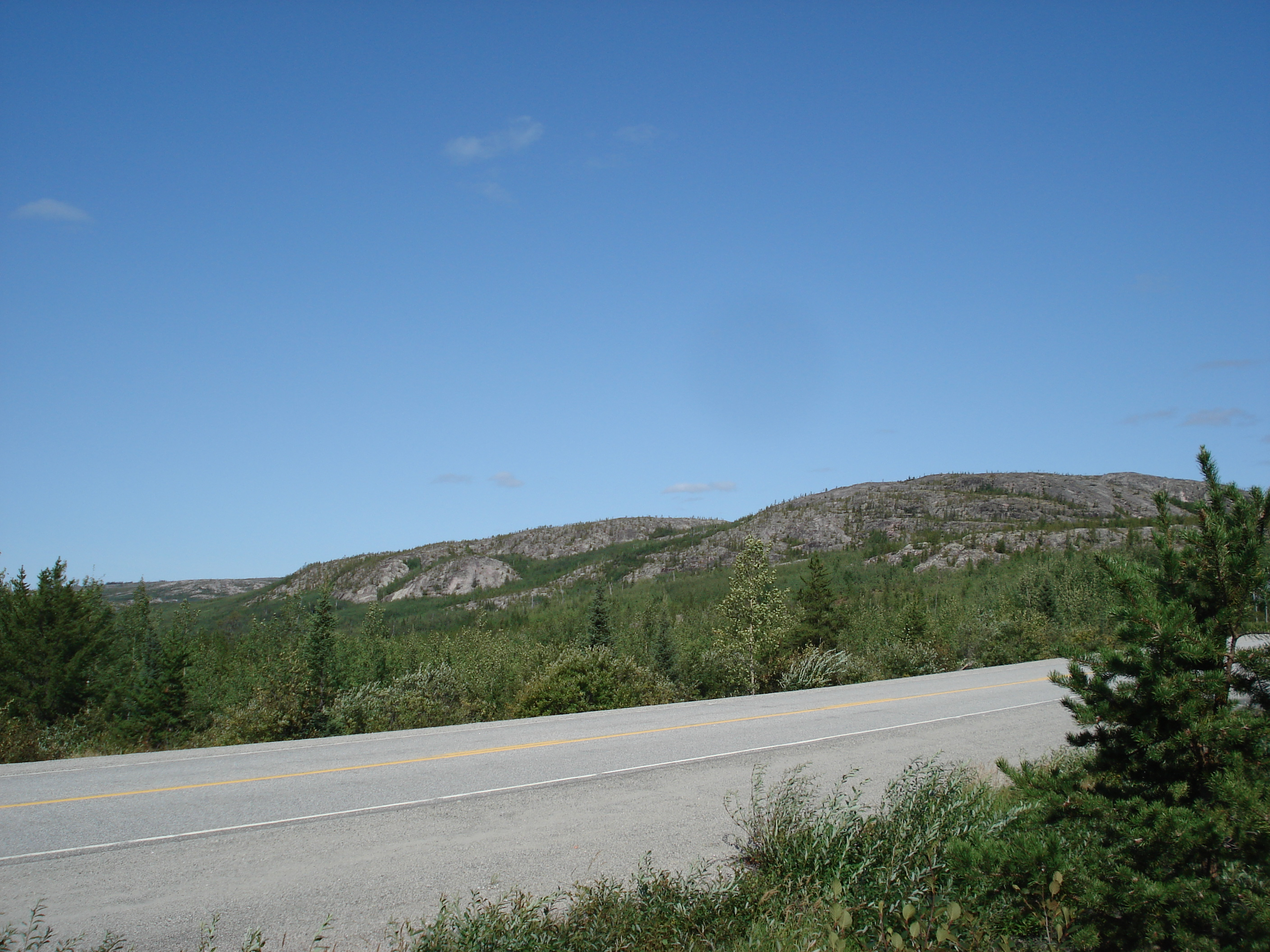
Vue sur la Route de la Baie James au kilomètre 464
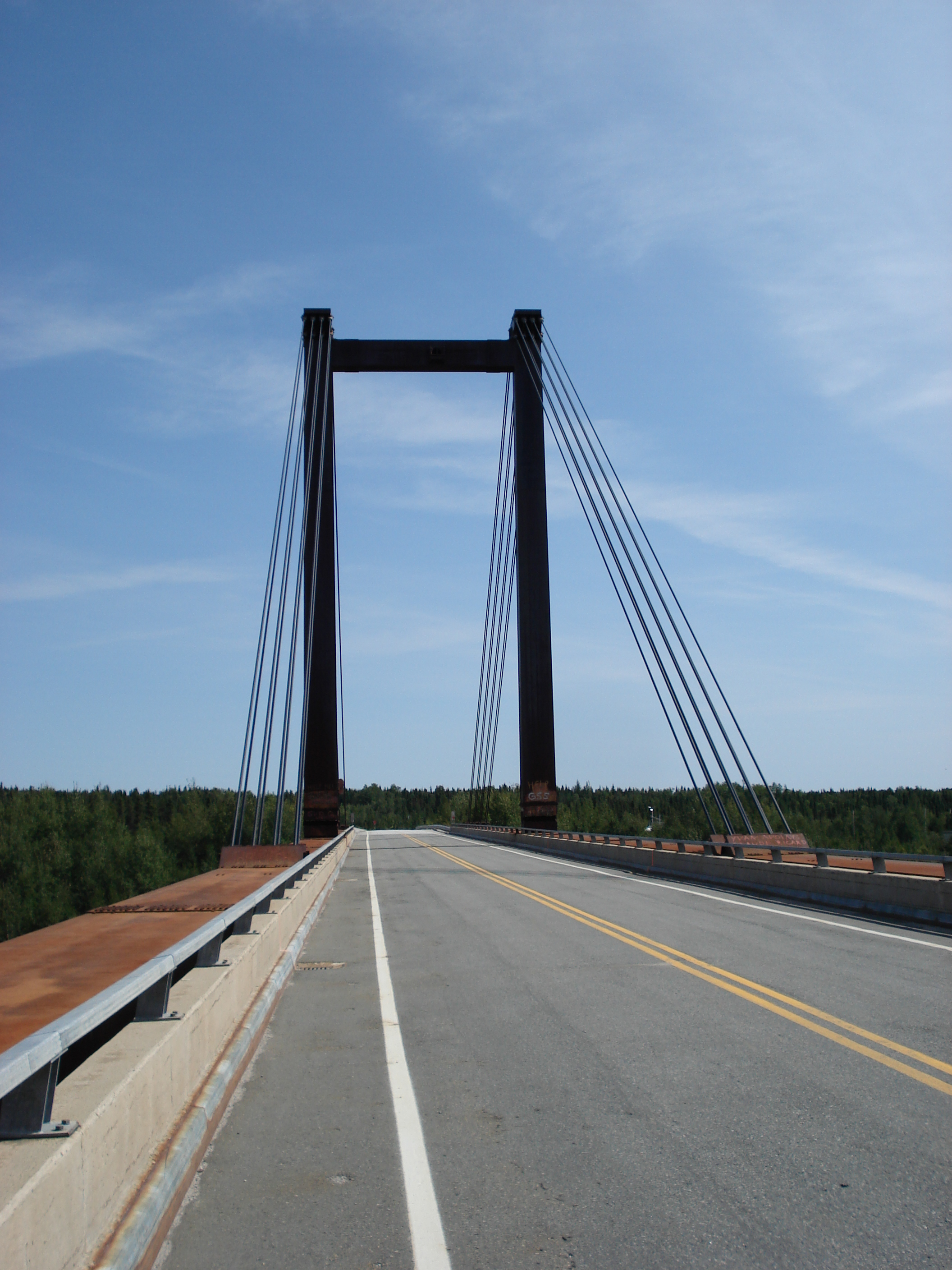
Vue sur la Route de la Baie James au pont de la rivière Rupert
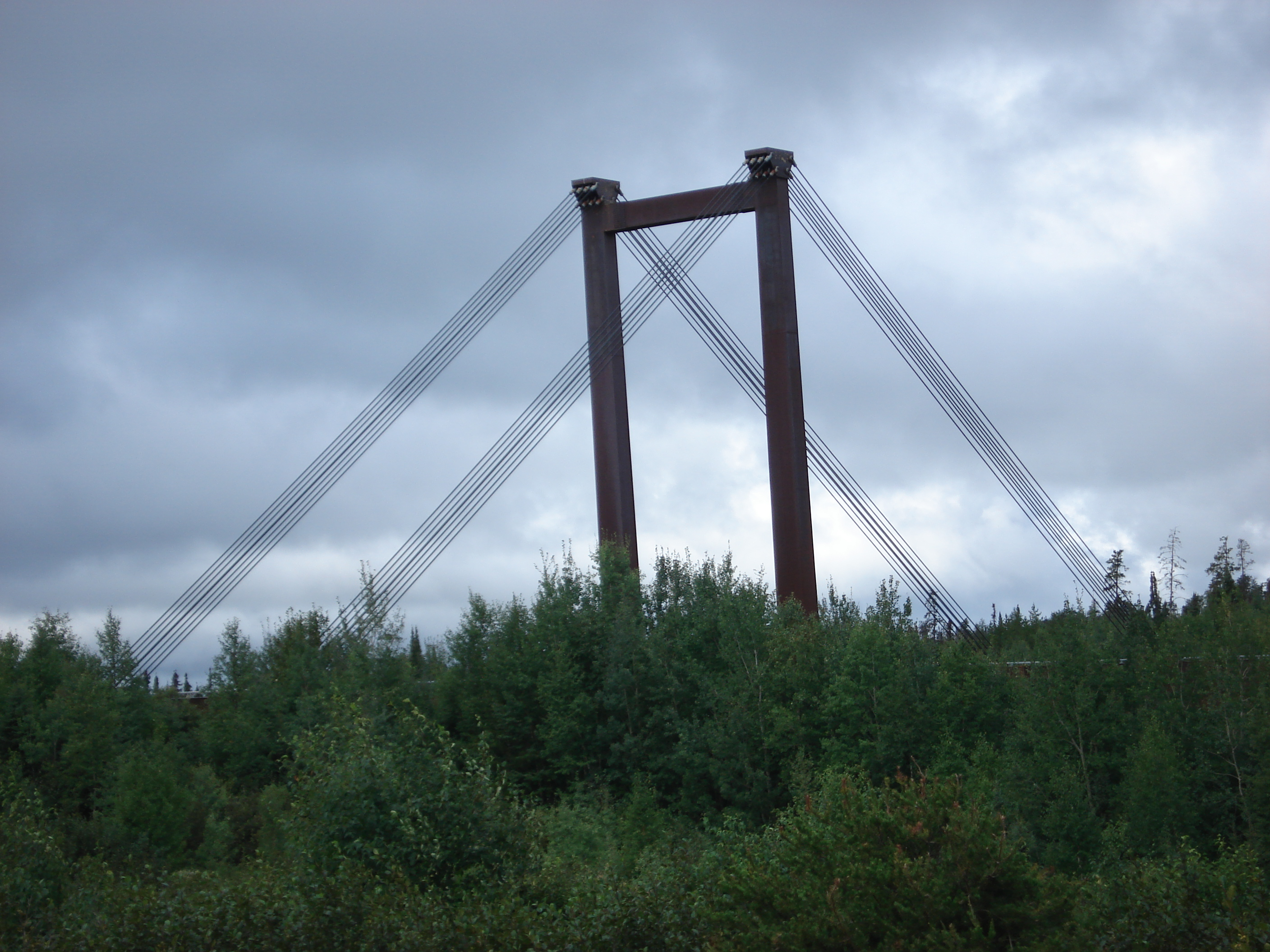
Le pont de la route de la Baie James enjambant la rivière Rupert vu d'une aire de repos

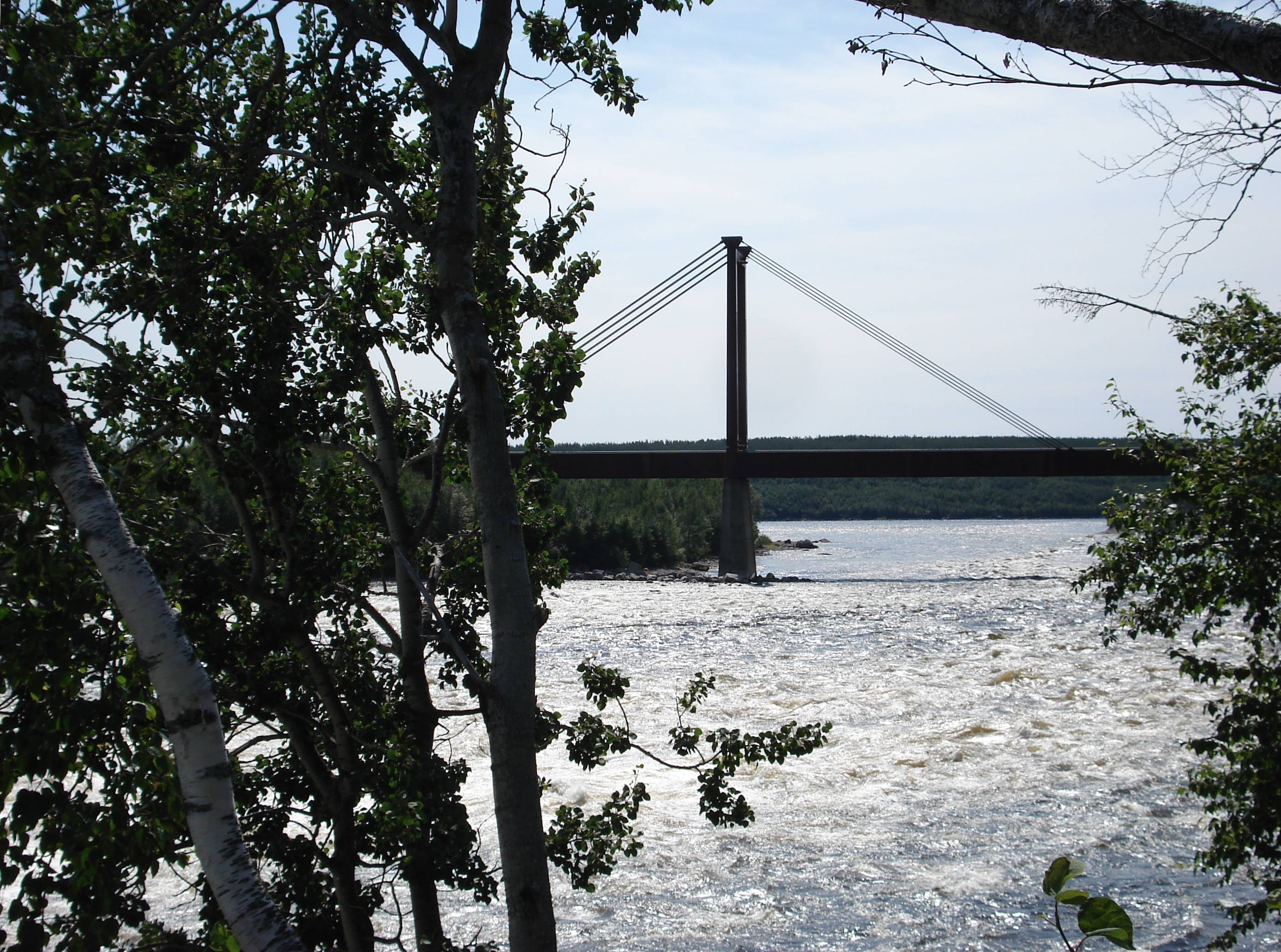
Autre vue du pont de la rivière Rupert
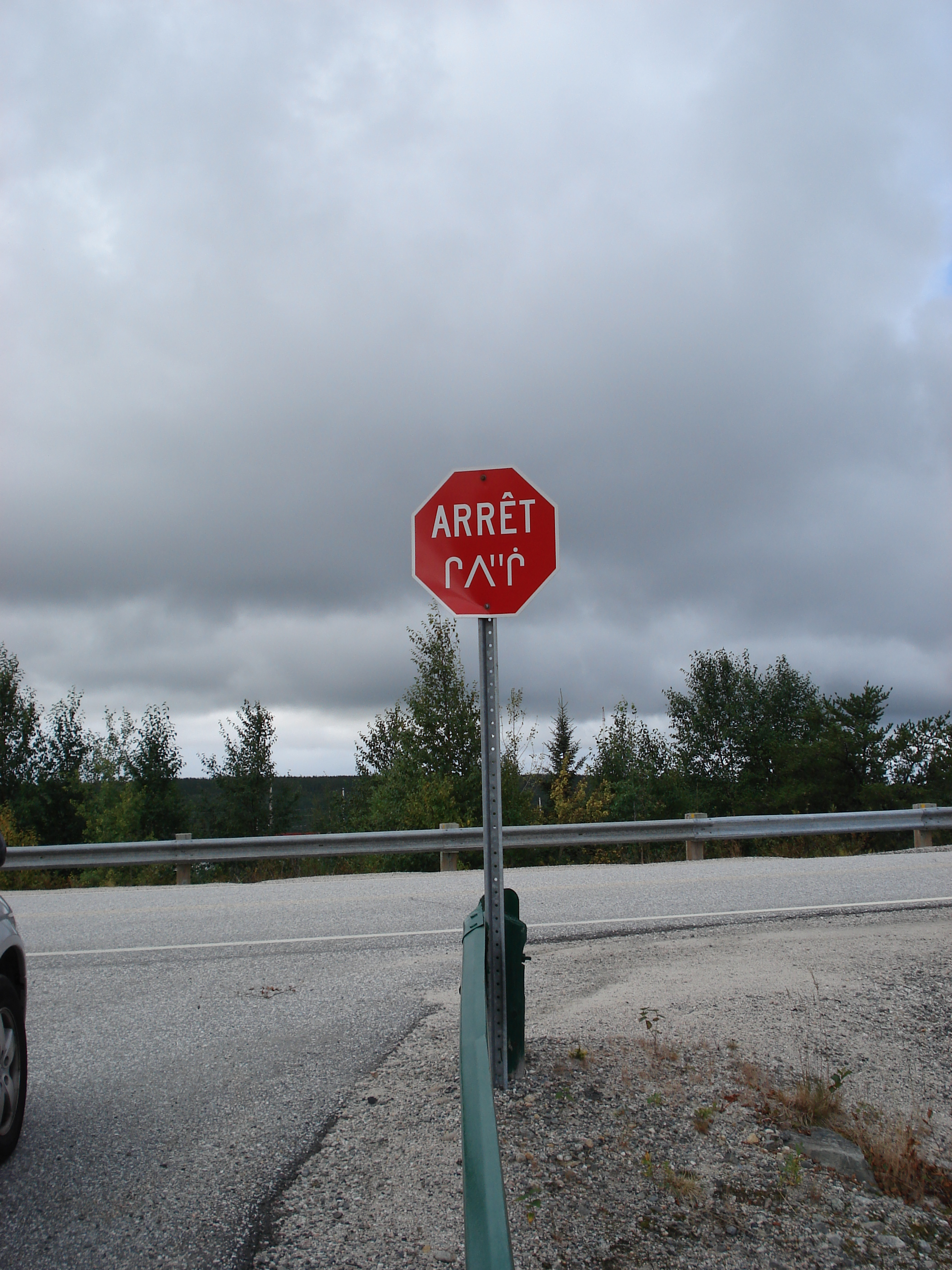
Panneau de signalisation bilingue (français et cri) avant d'entrer sur la Route de la Baie James au km 257
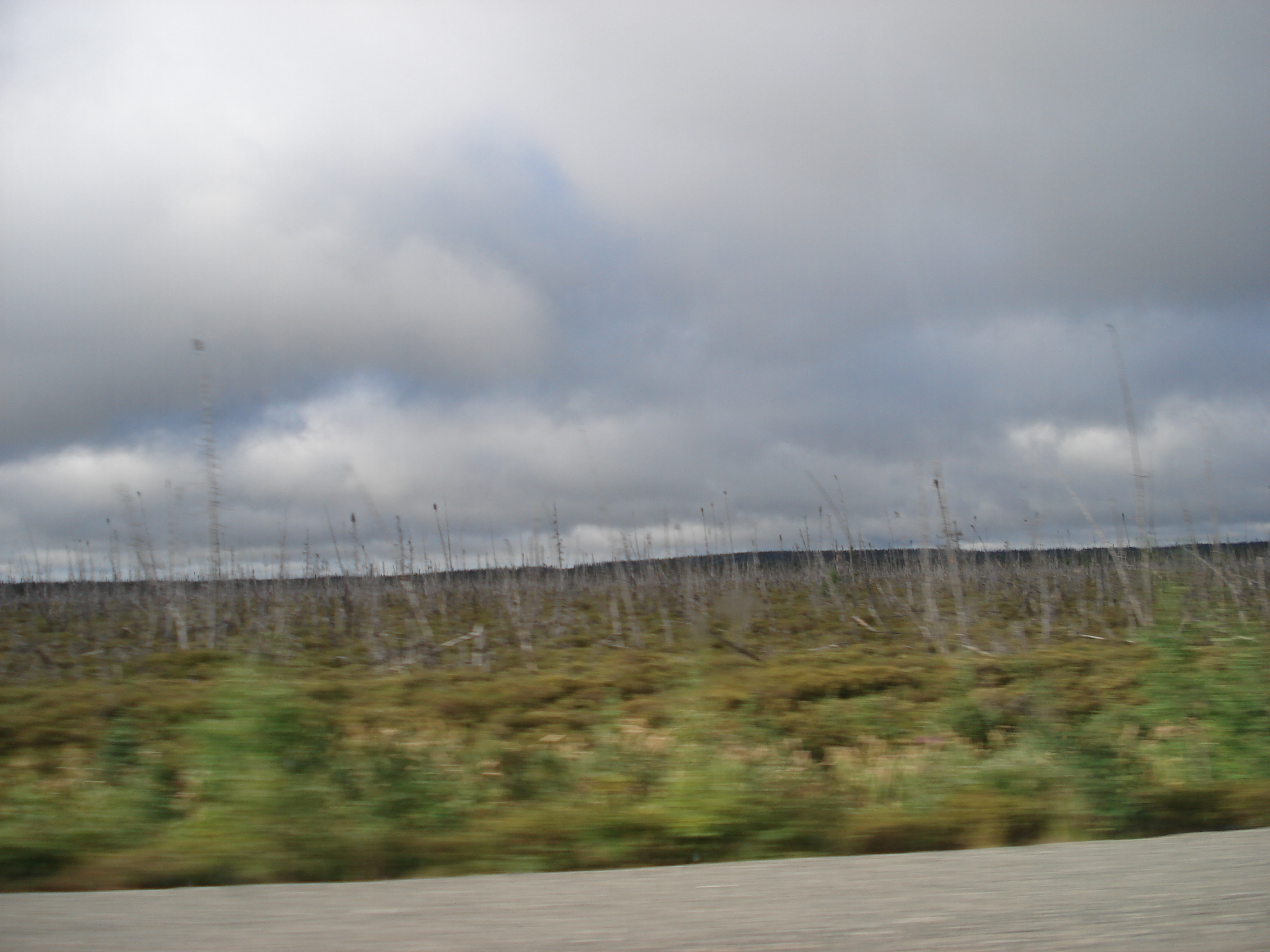
Vue sur la Route de la Baie James à un endroit ravagé par un feu de forêt
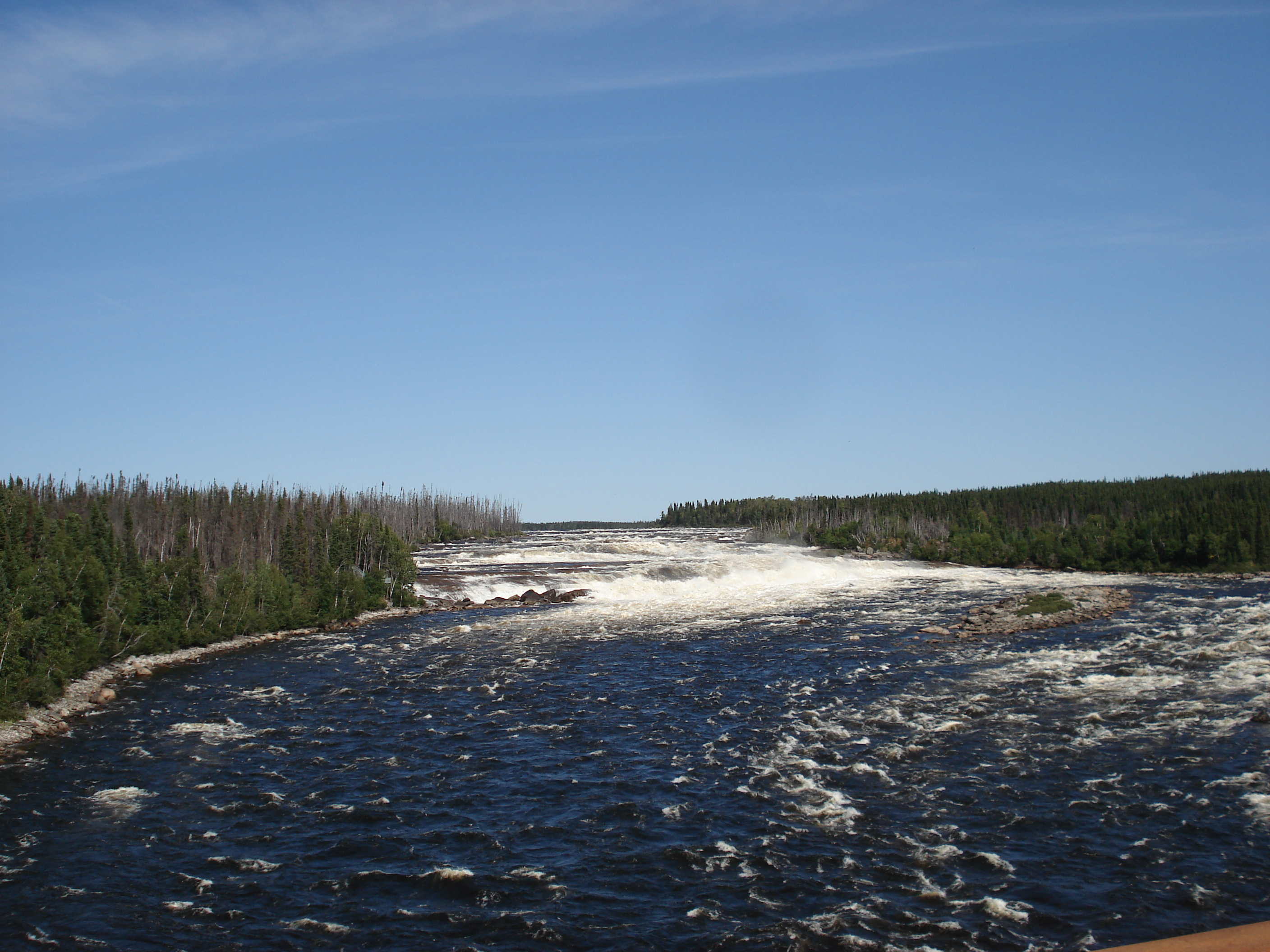
La rivière Rupert vue sur le pont de la route de la Baie James